# Jeroen de Valk
Jeroen de Valk (* 19. Juni 1958 in Rotterdam) ist ein niederländischer Musikjournalist und Jazzautor.

## Wirken
De Valk arbeitet seit 1979 als Journalist. Zwischen 1982 und 1985 studierte er Kontrabass am Koninklijk Conservatorium Den Haag. Er war zunächst als Jazzreporter für Het Parool tätig, später für das Algemeen Dagblad, wo seine Themen Musik und Kultur waren. Aktuell arbeitet er für das Utrechts Nieuwsblad und den Amersfoortse Courant. Er schrieb auch für das Fachblatt Jazz Nu/Jazzism und De Groene Amsterdammer.
De Valk verfasste mehrere Sachbücher zum Thema Jazz. Seine 1989 erschienene Biographie über Chet Baker wurde ins Englische, Deutsche, Japanische und Ungarische übersetzt. 1992 erschien seine Biographie über Ben Webster, die auch in englischer Übersetzung veröffentlicht wurde. Zudem schrieb er die Texte für diverse CD-Booklets.
Weiterhin ist de Valk als Bassist tätig und arbeitet im Quartett des Trompeters Edu Ninck Blok (CD Traces of Chesney 2015 mit John Engels). Im Trio Dutch Treat unter der Leitung der Sängerin Nynke Geertsma entstanden die Alben In de vroege uurtjes (2007), The Great Amersfoort Songbook (2009) und – mit Jan Verwey – De vogels van Holland (2012).

## Schriften
- Ben Webster – His life and music. Berkeley, Berkeley Hills Books 2001; ISBN 1-893163-17-2
- Go Man, Go! In de coulissen van de Jazz. Amsterdam, Gennep 2009; ISBN 9789055150847
- ›Hé vogel, wanneer spelen we weer?‹. Het muzikale leven van John Engels. Amsterdam, Gennep 2015; ISBN 9789461643643
- So Near So Far. Vijftien jazzinterviews. Soesterberg, Uitgeverij Aspekt 2016; ISBN 9789461538994
- Chet Baker – His life and music. Soesterberg, Uitgeverij Aspekt 2017; ISBN 9789463381987 (2., völlig überarbeitete Ausgabe; dt. Übersetzung einer älteren Auflage unter dem Titel Chet Baker: Sein Leben, seine Musik, seine Schallplatten bei Oreos)